# Trockene Brücke

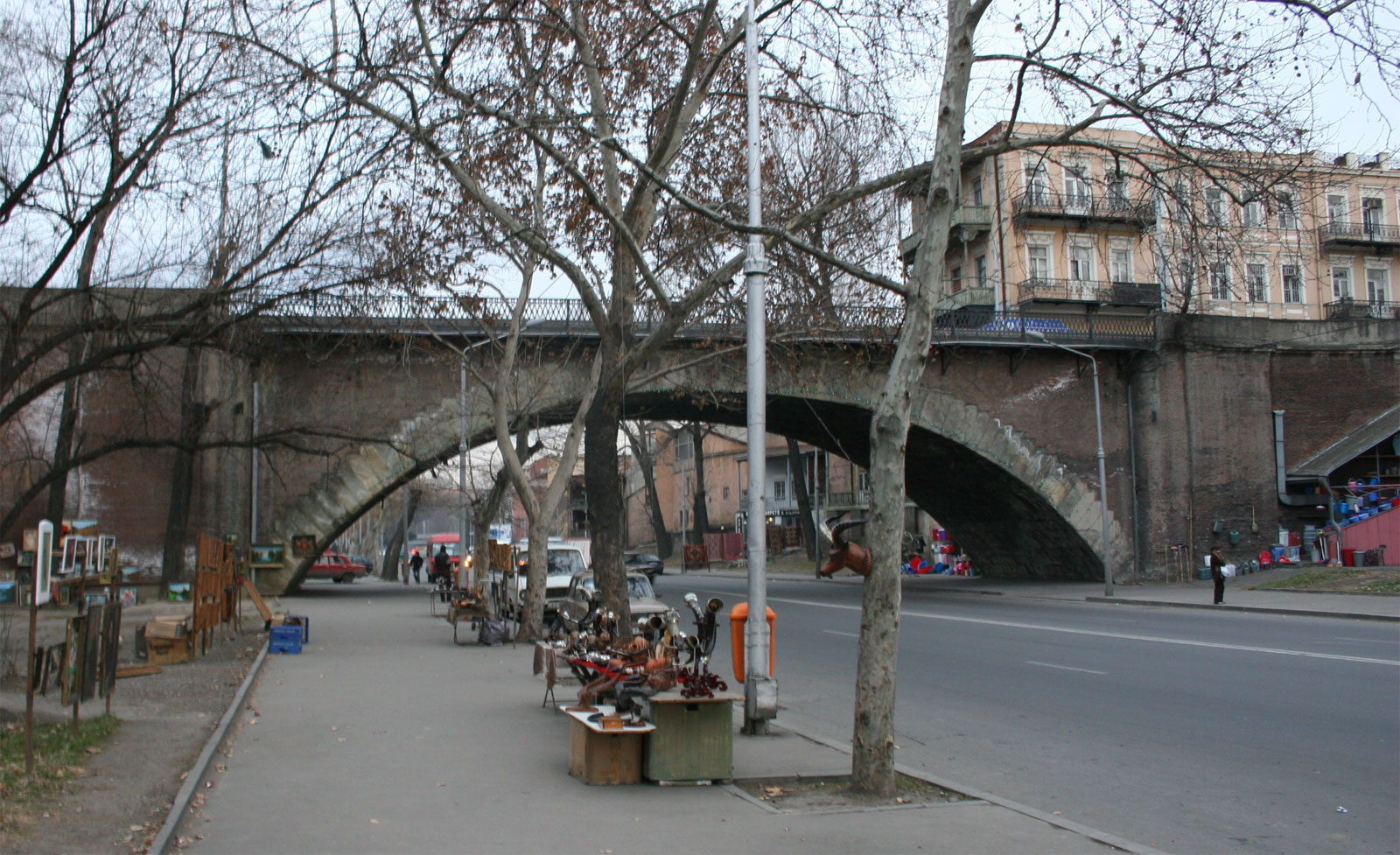
Trockene Brücke Tiflis (2007)

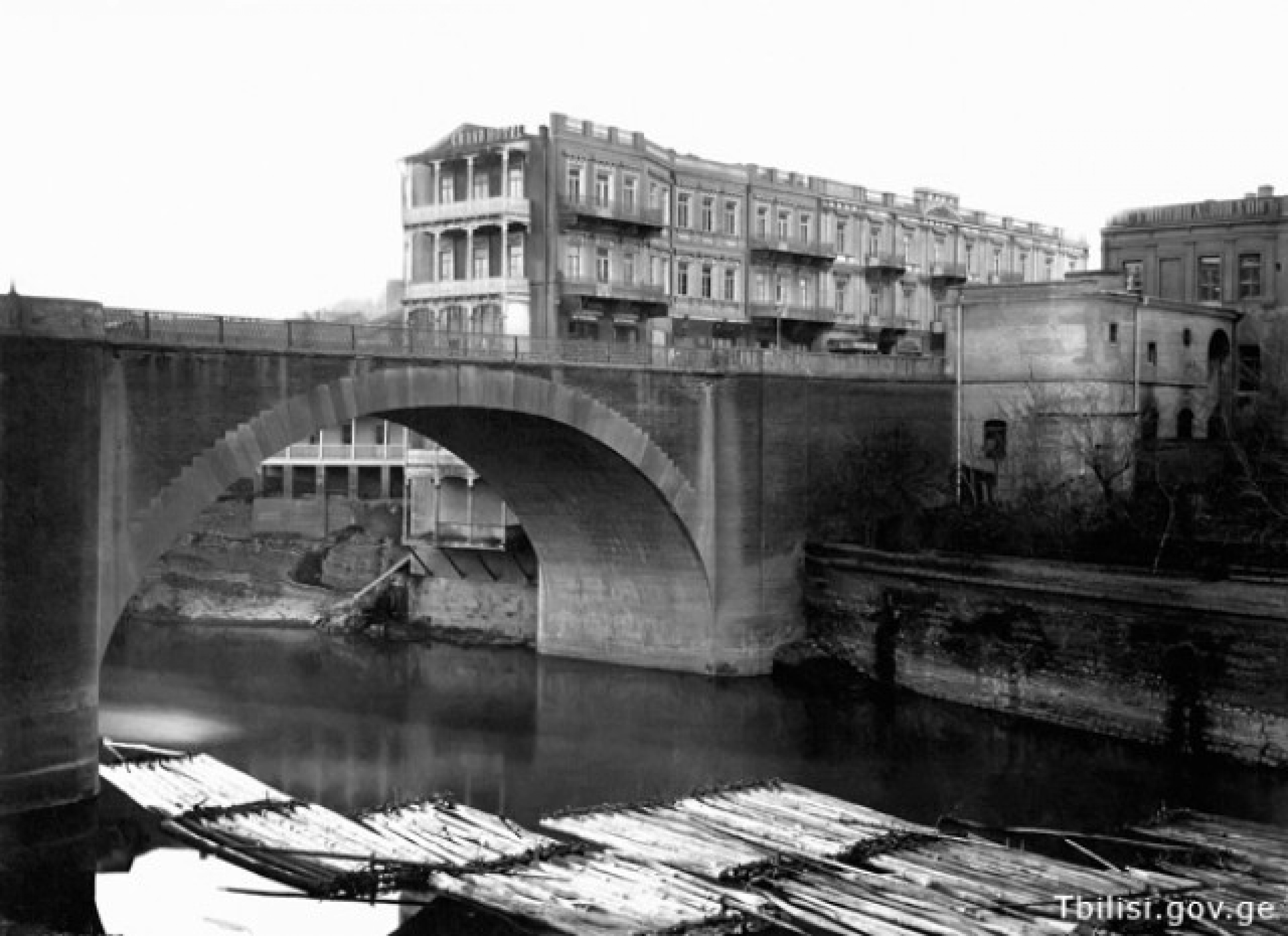
Tschughureti-Brücke (vor der Trockenlegung)

Die Trockene Brücke (georgisch მშრალი ხიდი, mschrali chidi) ist eine Straßenbrücke in der georgischen Hauptstadt Tiflis. Sie wurde in den Jahren 1849 bis 1851 von dem italienischen Architekten Giovanni Scudieri gebaut, der 1848 bis 1851 der Chefarchitekt von Tiflis war. Ursprünglich und bis zu den 1930er Jahren floss unter der Brücke ein Flussarm der Kura, der künstlich trockengelegt wurde. Mit dem Verschwinden des Flusses unter der Brücke ist ihr Name verbunden, der aus dieser Zeit stammt.